# Rött spår
Rött spår (Red hook) är en bok av Reggie Nadelson som kom ut 2005, och som ingår i hans serie om New York-polisen Artie Cohen. På svenska, i översättning av Ylva Stålmarck, gavs den ut 2007. Stålmarck har även översatt Nadelsons När jorden rämnar och Dödskällan.
I denna bok har Artie Cohen gift sig och är på väg att ge sig ut på smekmånad. Men en av hans vänner blir mördad samtidigt som en gammal flickvän dyker upp.